# Championnats d'Europe d'haltérophilie 2006
Navigation
Sofia 2005 Strasbourg 2007
La 85e édition des Championnats d'Europe d'haltérophilie s'est déroulée à Władysławowo en Pologne, du 29 avril au 7 mai 2006.

## Palmarès

### Hommes
| Catégorie | Or                             | Argent                     | Bronze                          |
| --------- | ------------------------------ | -------------------------- | ------------------------------- |
| – 56 kg   | Vitali Dzerbianiou Biélorussie | Igor Grabucea Moldavie     | László Tancsics Hongrie         |
| – 62 kg   | Dmitry Voronin Russie          | Adrian Jigau Roumanie      | Henadzy Makhveyenia Biélorussie |
| – 69 kg   | Demir Demirev Bulgarie         | Vencelas Dabaya France     | Armen Ghazaryan Arménie         |
| – 77 kg   | Gevorg Davtyan Arménie         | Vladislav Lukanin Russie   | Georgi Markov Bulgarie          |
| – 85 kg   | Andrei Rybakou Biélorussie     | Yury Myshkovets Russie     | Zaur Takhushev Russie           |
| – 94 kg   | Nizami Pashayev Azerbaïdjan    | Szymon Kołecki Pologne     | Andrey Demanov Russie           |
| – 105 kg  | Marcin Dołęga Pologne          | Vladimir Smorchkov Russie  | Alexandru Bratan Moldavie       |
| + 105 kg  | Viktors Ščerbatihs Lettonie    | Velichko Cholakov Bulgarie | Paweł Najdek Pologne            |

### Femmes
| Catégorie | Or                         | Argent                       | Bronze                         |
| --------- | -------------------------- | ---------------------------- | ------------------------------ |
| – 48 kg   | Estefania Juan Espagne     | Svetlana Ulyanova Russie     | Genny Caterina Pagliaro Italie |
| – 53 kg   | Marioara Munteanu Roumanie | Nataliya Trotsenko Ukraine   | Virginie Lachaume France       |
| – 58 kg   | Marina Shainova Russie     | Fetie Kasaj Albanie          | Aleksandra Klejnowska Pologne  |
| – 63 kg   | Svetlana Shimkova Russie   | Hanna Batsiushka Biélorussie | Vanda Maslovska Ukraine        |
| – 69 kg   | Tatiana Matveeva Russie    | Natalya Davydova Ukraine     | Dominika Misterska Pologne     |
| – 75 kg   | Natalia Zabolotnaya Russie | Valentina Popova Russie      | Hripsime Khurshudyan Arménie   |
| + 75 kg   | Olha Korobka Ukraine       | Natalia Gagarina Russie      | Yordanka Apostolova Bulgarie   |